# Stor järvmossa
Stor järvmossa (Psilopilum laevigatum) är en bladmossart som beskrevs av Lindberg 1861. Enligt Catalogue of Life ingår Stor järvmossa i släktet järvmossor och familjen Polytrichaceae, men enligt Dyntaxa är tillhörigheten istället släktet järvmossor och familjen Polytrichaceae. Enligt den finländska rödlistan är arten akut hotad i Finland. Arten är reproducerande i Sverige. Artens livsmiljö är sandstränder vid sötvatten. Inga underarter finns listade i Catalogue of Life.